# Lynn Van Royen
Lynn Van Royen (Dendermonde, 7 juni 1989) is een Belgische actrice. Ze groeide op in Aalst.

## Biografie
Van Royen studeerde aan het RITCS te Brussel. Na haar opleiding speelde ze bij het theatergezelschap De Spelerij en had ze hoofdrollen als Cleo De Ridder, de zus van, in De Ridder, als Femke Marsman, de dochter en bindende kracht in het gezin Marsman en als Kato Hoeven in Beau Séjour. In 2018 won ze voor die laatste rol op het Festival de télévision de Monte-Carlo de prijs voor beste actrice in een dramareeks. In 2019 speelde ze hoofdrol Hannah in het eerste seizoen van De Luizenmoeder. Ze hernam deze rol in 2020. 
Ze heeft een relatie met Maarten Ketels. Uit een vorige relatie met beeldend kunstenaar Gilles Van Schuylenbergh heeft ze twee zonen.

## Filmografie

### Televisie
| Jaar       | Titel                     | Rol                    | Regie                                            | Nota's                                  |
| ---------- | ------------------------- | ---------------------- | ------------------------------------------------ | --------------------------------------- |
| 2008       | 180                       | Natascha               | Jakob Verbruggen                                 | vaste rol                               |
| 2009       | Code 37                   | Lotte Santermans       | Jakob Verbruggen                                 | gastrol, aflevering "Zonder bijsluiter" |
| 2010       | Vermist                   | Marie Sterckx          | Jan Verheyen                                     | gastrol, aflevering "Elise"             |
| 2010       | Dag & Nacht: Hotel Eburon | Sari Descamps          | Geoffrey Enthoven                                | gastrol, aflevering 8                   |
| 2010       | Dubbelleven               | Romy                   | Joël Vanhoebrouck                                | vaste rol                               |
| 2011       | Witse                     | Anna Selleslaghs       | Melinda Van Berlo                                | gastrol                                 |
| 2013-2016  | De Ridder                 | Cleo De Ridder         | wisselend                                        | vaste rol                               |
| 2013       | Aspe                      | Veerle Nuyens          | Jeroen Dumoulein                                 | gastrol                                 |
| 2013       | Ontspoord                 | Lien Rommelaere        | Jakob Verbruggen                                 | gastrol                                 |
| 2014       | Marsman                   | Femke Marsman          | Eshref Reybrouck & Mathias Sercu                 | vaste rol                               |
| 2014       | Connie & Clyde            | Vanessa                | Guy Goossens                                     | gastrol                                 |
| 2015       | Vossenstreken             | Peggy Barendsen (jong) | Joël Vanhoebrouck, Kaat Beels & Anke Blondé      | gastrol                                 |
| 2015-2017  | Spitsbroers               | Nina Beernaert         | Jeroen Dumoulein & Gijs Polspoel                 | vaste rol                               |
| 2017       | Beau Séjour               | Kate Hoeven            | Kaat Beels & Nathalie Basteyns                   | hoofdrol                                |
| 2017       | Tabula rasa               | Nikki                  | Kaat Beels & Jonas Govaerts                      | vaste rol                               |
| 2019-2020  | De Luizenmoeder           | Hannah                 | Maarten Moerkerke                                | hoofdrol                                |
| 2018       | The Team 2                | Paula Liekens          | Kasper Gaardsøe & Jannik Johansen                | hoofdrol, uitgezonden in 2019 op Vtm    |
| 2018       | De Dag                    | Inge Goossens          | Gilles Coulier & Dries Vos                       | bijrol                                  |
| 2019-2020  | De Twaalf                 | Brechtje Vindevogel    | Wouter Bouvijn                                   | bijrol                                  |
| 2021-2024  | Onder Vuur                | Maaike De Boel         | Joost Wynant                                     |                                         |
| 2022       | The Window                | Esther Birch           | Adrian Shergold, Claudia Garde & Pieter Van Hees | hoofdrol                                |
| 2023, 2025 | Arcadia                   | Luz Hendriks           | Tim Oliehoek                                     | vaste rol                               |
| 2023       | Fair Trade                | Karen Bosch            | Marc Punt                                        |                                         |

### Film
| Jaar | Titel                    | Rol            | Regie                       | Nota's                  |
| ---- | ------------------------ | -------------- | --------------------------- | ----------------------- |
| 2009 | De helaasheid der dingen | Rostje         | Felix Van Groeningen        | gastrol                 |
| 2009 | Het Dorp                 | Ella           | Roel Goyens                 | hoofdrol, kortfilm      |
| 2010 | Bluf                     | Sacha          | Cecilia Verheyden           | hoofdrol, kortfilm      |
| 2012 | Little Black Spiders     | Vicky          | Patrice Toye                | gastrol                 |
| 2012 | Tweesprong               | Dora           | Wouter Bouvijn              | hoofdrol, kortfilm      |
| 2012 | Ruis                     | Evi            | Dirk Domen                  | bijrol, kortfilm        |
| 2014 | Alles komt terug         | Lena           | Eva Cools                   | hoofdrol, kortfilm      |
| 2015 | Terug naar morgen        | Karen Vermeren | Lukas Bossuyt               | bijrol                  |
| 2017 | Off Track                | Sacha          | Sander Burger               | hoofdrol, televisiefilm |
| 2023 | Zeevonk                  | Isabel         | Domien Huyghe               |                         |
| 2023 | Het geheugenspel         | Helen Devreese | Jan Verheyen, Lien Willaert | bijrol, film            |

### Theater
De Spelerij speelt 'Vrijdag' van Hugo Claus waarin Van Royen de rol van dochter 'Christianne' neerzet, naast Mathias Sercu, Eva Van Der Gucht en David Cantens in een regie van Paula Bangels. Dit in 2012-2013 met een herneming in 2014.

Samen met Peter De Graef speelde zij in 2019 een voorstelling genaamd 'Henry Darger. De koninkrijken van het onwerkelijke', geschreven en geregisseerd door Thomas Janssens. Zij vertellen samen het verhaal van Henry Darger, een miskende kunstenaar en eenzaat, en diens twee huisbazen, Nathan en Kyoko, een fotograaf en een klassiek pianiste. 

## Trivia
In 2017 deed Van Royen mee aan De Slimste Mens ter Wereld.
- Gemeinsame Normdatei: 1131201833
- International Standard Name Identifier: 0000 0004 6019 3211
- MusicBrainz: 608d60ff-04c2-4f71-843a-59e001ae0465
- Virtual International Authority File: 30148522262320852513
- WorldCat: E39PBJmhKqqKvybGrfvrRWJ7HC